# Kaprolaktam
Kaprolaktam – organiczny związek chemiczny, laktam kwasu ε-aminokapronowego. Łatwo ulega polimeryzacji, jest monomerem stosowanym do otrzymywania poliamidów.

## Otrzymywanie

### Skala przemysłowa
Kaprolaktam otrzymywany jest z oksymu cykloheksanonu (w reakcji przegrupowania Beckmanna) i hydroksyloaminy. Proces przemysłowego otrzymywania kaprolaktamu składa się z dwóch etapów.
1. Na cykloheksanon działa się wodnym roztworem siarczanu hydroksylaminy, otrzymując siarczan oksymu cykloheksanonu. Powstały związek przeprowadza się w wolny oksym za pomocą amoniaku:

2. Oksym poddaje się przegrupowaniu Beckmanna, przeprowadzając za pomocą oleum w kaprolaktam:

### Reakcja z kwasem nadoctowym
Inną metodą jest reakcja cykloheksanonu z kwasem nadoctowym. Produktem przejściowym tej reakcji jest kaprolakton:

## Zastosowanie

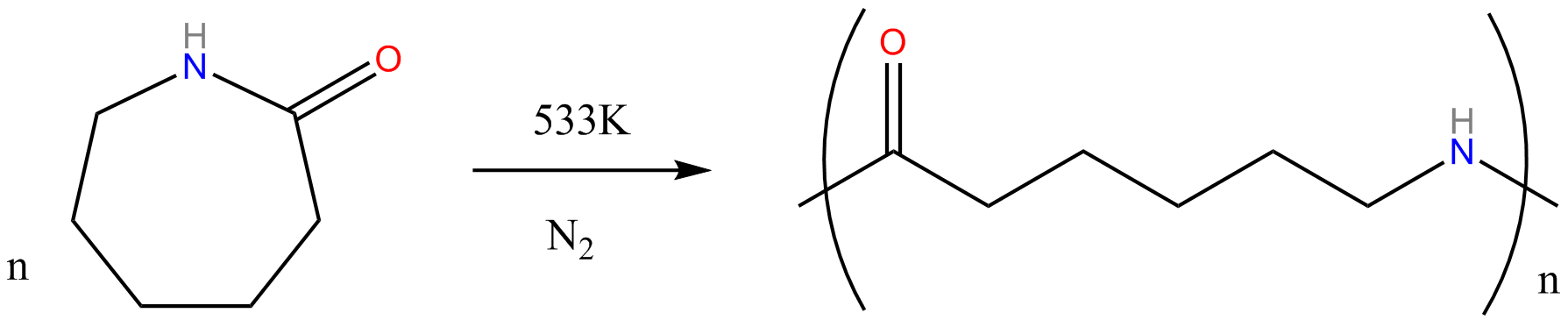
Polimeryzacja kaprolaktamu

Kaprolaktam stosowany jest w przemyśle jako półprodukt, między innymi do otrzymywania polimerów, zwłaszcza poliamidu. Jako monomer używany jest do produkcji tworzyw termoplastycznych, żywic i żywic termoutwardzalnych. Jako surowiec do produkcji Poliamidu-6 (powstałego na drodze polimeryzacji kaprolaktamu), znajduje przede wszystkim zastosowanie w przemyśle tekstylnym, oraz przy produkcji tworzyw konstrukcyjnych (przemysł motoryzacyjny oraz jako materiał osłonowy dla przewodów).

### W przemyśle tekstylnym
Kaprolaktam może być wykorzystany do otrzymania polimerów, z których wytwarza się tzw. syntetyczne włókna. Stosowane są one w przemyśle tekstylnym, jako komponent przędzy tekstylnej i technicznej, z której wytwarzane są rajstopy, guziki, dywany, wykładziny, a także stroje sportowe i pływackie, namioty, sieci rybackie, a nawet kamizelki kuloodporne.

### W przemyśle motoryzacyjnym
W motoryzacji kaprolaktam używany jest m.in. przy produkcji opon samochodowych, obudów silników elektrycznych, przewodów elektrycznych, zbiorników na olej, pasków rozrządu.

### W medycynie
Kaprolaktam stosowany jest w opakowaniach syntetycznych odpornych na wysokie temperatury, znajduje także zastosowanie w produkcji opakowań produktów medycznych. Jest używany jako składnik sztucznych kości i ścięgien.

### Pozostałe zastosowania
Kaprolaktam znajduje także zastosowanie jako środek do garbowania skór, składnik farb, lakierów i powłok.

## Produkcja kaprolaktamu
Na skalę przemysłową, kaprolaktam jest najczęściej syntezowany z cykloheksanonu, który jest przekształcany wcześniej do oksymu. Potraktowanie oksymu kwasem rozpoczyna reakcje przegrupowania Beckmanna. Natychmiastowym jej produktem jest sól wodorosiarczynowa kaprolaktamu. Sól zobojętniana jest amoniakiem, w celu otrzymania czystego kaprolaktamu. Produktem ubocznym reakcji jest siarczan amonu.

## Produkcja na świecie
Ponad 90% światowej produkcji kaprolaktamu jest używane do produkcji żywic, folii i włókien Nylonu-6. Największym producentem (jak również konsumentem) kaprolaktamu są Chiny. Obecnie około 21% mocy wytwórczej tego surowca jest zlokalizowane w tym państwie. Wśród krajów, dominujących w produkcji kaprolaktamu, wymienić należy również USA, Rosję, Indie i Australię.
Zestawienie firm o największych zdolnościach produkcyjnych kaprolaktamu w Europie (2008 r.)
| Nazwa firmy                               | Produkcja roczna (tony) |
| ----------------------------------------- | ----------------------- |
| BASF                                      | 465 tys.                |
| DSM                                       | 250 tys.                |
| Lanxess                                   | 160 tys.                |
| Domo Caproleuna                           | 100 tys.                |
| Grupa Azoty                               | 100 tys.                |
| Ube Chemical Europe                       | 87 tys.                 |
| Grupa Azoty Zakłady Azotowe „Puławy” S.A. | 70 tys.                 |
| Spolana                                   | 44 tys.                 |

### Produkcja w Polsce
Największym producentem w Polsce jest Grupa Azoty, do której należy 7% europejskiego rynku kaprolaktamu. Wchodząca w skład grupy kapitałowej – Grupa Azoty Zakłady Azotowe „Puławy” S.A. dysponuje 2% światowych i 40,9% krajowych zdolności produkcyjnych kaprolaktamu. Puławski zakład jest w stanie wytworzyć rocznie do 70 tysięcy ton kaprolaktamu. Produkcja odbywa się także w należących do Grupy Azoty zakładach w Tarnowie. Oba zakłady eksportują produkowany kaprolaktam do Azji i Europy.